# アブサン

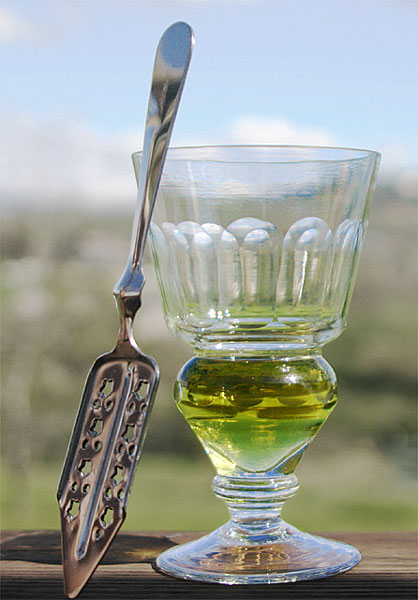
アブサン。グラスに添えられているのは専用のアブサンスプーン

アブサンまたはアブサント、アプサン、アブシンス（仏: absinthe [apsɛ̃t]) 英語: [ˈæbsɪnθ, -sæ̃θ])）は、フランス、スイス、チェコ、スペインを中心にヨーロッパ各国で作られている薬草系リキュールの一つ。ニガヨモギ、アニス、ウイキョウなどを中心に複数のハーブ、スパイスが主成分である。
名前はギリシア語の "ἀψίνθιον"（"apsínthion"、ヨモギの意）に由来する。
日本では、有名な商品名であるペルノー (仏: pernod) を一般名詞的に呼ぶ場合がある。ペルノーという呼び方は、同社のもう一つの有名な商品であるアニス酒を指すこともある。
また、フランスの老舗メーカーであるディスティラリー・エ・ドメーヌ・ドゥ・プロヴァンス社が製造するABSENTE / アブサント（日本の輸入代理店はマルカイコーポレーション）も近年、日本での取り扱いが増えている。
50年代から、90年代前半にかけて、サントリーやモンデ酒造などの国内メーカーからも販売されていたが、現在では製造されていない。
2015年には、ニガヨモギの代わりに日本のヨモギを使用して作られた、和ぶさんがクラウドファンディングによって商品化されている。
2020年にディスティラリー・エ・ドメーヌ・ドゥ・プロヴァンス社はアブサンの裾野を広げるべく、アルコール度数26度のアブサン「アブサント26」を商品化した。
2023年、アブサン同様の成分を配合したハーブドリンク「アブサント ヘヴン」（非アルコール飲料）をディスティラリー・エ・ドメーヌ・ドゥ・プロヴァンス社監修のもと、マルカイコーポレーションが製品化し、日本国内で発売を開始した。この商品はアルコールを含まず、20歳未満の若年層や非飲酒者を対象とし、日本国内においてアブサンの認知を促すドリンクとして位置付けされた。

## 特徴・飲み方

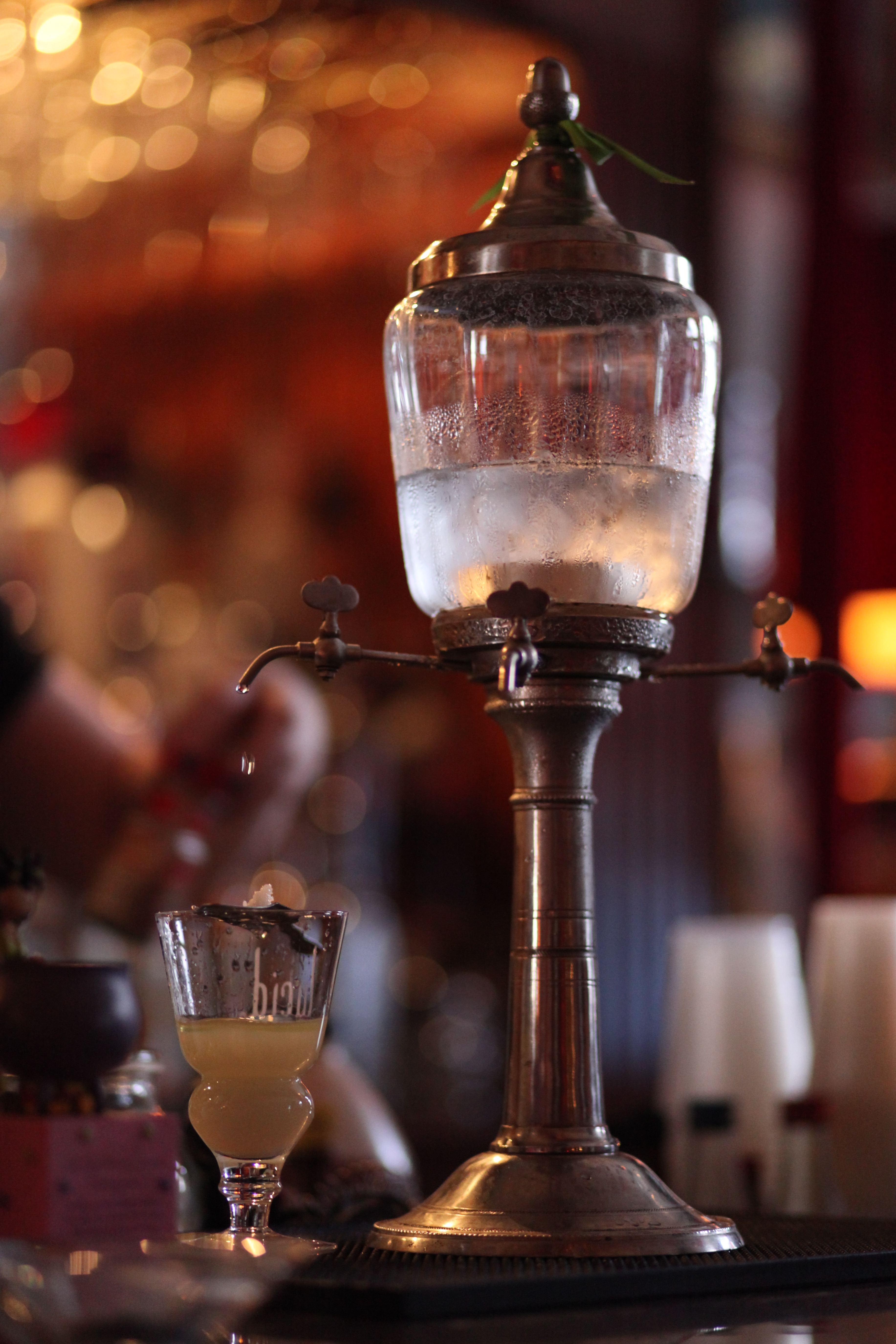
ポンタルリエグラスの上に角砂糖を乗せたアブサンスプーンを渡し、その上にアブサン用のウォータードリップ（ファウンテン型）を使って水を滴下しているところ。

アルコール度数が高く70%前後のものが多い。低いものでも40%程度、製品によっては89%を超えるものもある。薄く緑色を帯びており 水を加えると精油などの非水溶成分が析出して白濁する。色と白濁の度合いは製品によって大きく異なる。
他のリキュール類と異なる、特殊な香りと味を持っている。本来は砂糖が入ってないためリキュールではなく、ジンと同じくスピリッツとして分類される。
そのまま飲むこともあるが、度数が高いため薄めて飲んだり、特異な香気があるためカクテル材料としても用いられる。
アブサンには独特の道具が用いられることがある。アブサンの名産地の一つであるポンタルリエの名を冠したポンタルリエグラスは、球形の液溜めの上にグラス型の部分を乗せた独特な上げ底の脚付きグラスであり、液溜めの部分にアブサンを注ぐ。計量しなくてもその液溜め部分まで注げば一定の量が計れるという仕組みである。
アブサンの飲み方で最も代表的な飲み方は、アブサンを注いだグラスの上に穴の空いたアブサンスプーンというものをグラス上に渡し、角砂糖をおいた後に水をゆっくりと注ぐ。自身の好みまで加水したら水を止めスプーンで軽く混ぜてから飲むという飲み方である。
アブサンスプーンは装飾を施したものも存在し、材質や製造年数、デザインも様々でコレクターも多い。水を滴下するために使用する水差しはカラフェやファウンテン、ブロウラー（ドリッパー）といったアブサン専用の独特な形状の物が存在する。
しばしばアブサンスプーンをグラスの上に渡してその上に角砂糖を置き、グラスの上に渡した角砂糖をアブサンで湿らせて着火し、水を注いで消火し、アブサンスプーンで混ぜてから飲む方法があるが、これは「ボヘミアンスタイル」というチェコの飲み方で、比較的新しい飲み方である。この飲み方はアブサンに含まれるハーブの香りを消し、味わいを損ねてしまうため、本場フランスやスイスの生産者から顰蹙を買っており、ラベルに火をつけないようにと注意書きをするものもあるほどである。
この方法は天然のハーブではなく、合成香料やハーブエッセンスをアルコールに添加した味わいの悪いアブサンのような飲み物をパフォーマンスを加えて販売しようとした広告戦略であり、映画などで視聴者に強い影響を与えたため広まってしまった飲み方である。

## 誕生から禁止、解禁まで

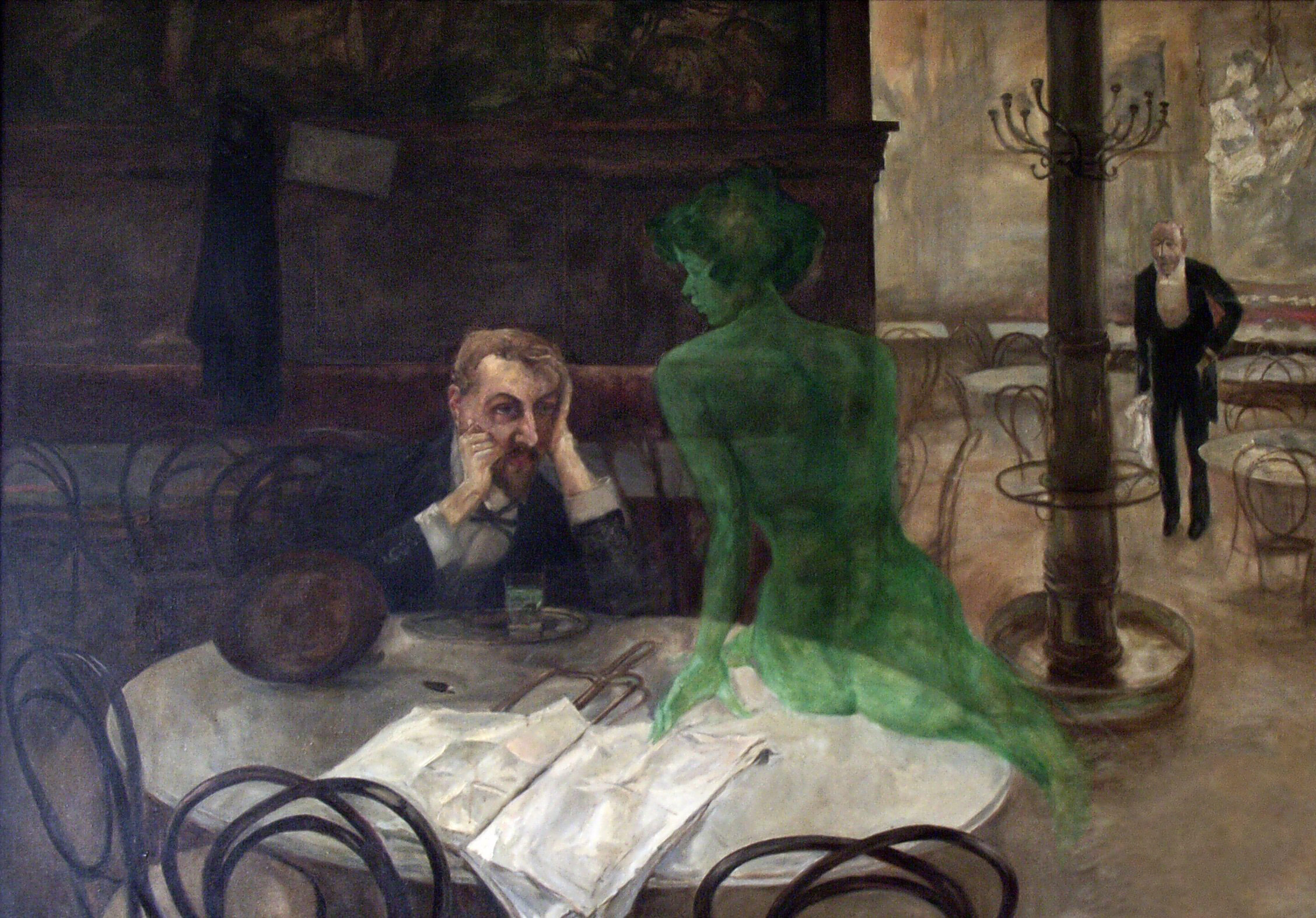
ヴィクトル・オリヴァ 『アブサンを飲む男』（1901年）

### 禁止前
元々はスイスのヴァル・ドゥ・トラベールで作られていたニガヨモギを原料とした薬を医師ピエール・オーディナーレが蒸留を応用し独自の処方を発案、彼はその製法を1797年にアンリ・ルイ・ペルノーに売却。ペルノーが商品化した。特に、19世紀フランスの芸術家たちによって愛飲され、作品の題材とされた。
安価なアルコールだったために多数の中毒者・犯罪者を出したことでも知られる。アブサン中毒で身を滅ぼした有名人としては、詩人ポール・ヴェルレーヌや画家アンリ・ド・トゥールーズ＝ロートレック、フィンセント・ファン・ゴッホがいる。

### 禁止
ニガヨモギの香味成分であるツジョンにより幻覚などの向精神作用が引き起こされるとされ、1898年にベルギーの植民地であったコンゴ自由国で禁止されたのに始まり、20世紀初頭にはスイス・ドイツ・アメリカなどでアブサンの製造・流通・販売は禁止された。アメリカでは、1997年に国内への持ち込みが可能になったが、ツジョンの含有率による制限は残っている。
一方で、ツジョンが原因によるアブサン中毒は疑問視されている。
このため、ニガヨモギを用いないアブサンの代替品として、パスティス（仏: se pastiser 似せる、を由来とする）が製造された。販売を目的としない小規模な製造についてはほとんど取り締まりがなかったため、フランス・スイスなどを中心とする欧州の各地に自家用のアブサン醸造家が存在した。
一方、スペインなど禁止されていない国もあった。日本でもニガヨモギ抽出物が食品添加物（既存添加物）として使用が許可されていたため、ペルノーが一般的な流通ルートで輸入されており、国産製ではサントリーがカクテル用に一般流通させていたヘルメス・リキュール・シリーズのラインナップとしてアブサンを販売していたことから、洋酒販売店やバーにおいてはそれほど珍しい酒ではなかった。

### 解禁
その後、1981年に世界保健機関（WHO）が、ツジョン残存許容量が10ppm以下（ビター系リキュールは35ppm以下）なら承認するとしたため、製造が復活。禁止国であったスイスでも2005年3月1日に正式に解禁された。

## 作品の中のアブサン

### 日本の映画
- 多羅尾伴内 十三の魔王（1958年） - 多羅尾伴内扮するインドの魔術師がバーで口に含んで火を吐く手品を披露する。
- 女体渦巻島（1960年） - 主人公・大神（吉田輝雄）がバーで注文する。ただし、出された物は無色透明の蒸留酒と見られる。
- いつかギラギラする日 - 安岡力也演じる武器密売人が主人公の神埼（演：萩原健一）と共にアブサンを飲み交わす。「最後に～」との台詞から、規制前の古酒、あるいは密造品と推測される。
- 科捜研の女　第4シリーズ　最終話（2002年） - 沢口靖子演じる榊マリコが物語序盤、京都市内でアブサンを扱っている上に京都タワーの窓のない面が見える店を洗い出し、誘拐監禁されていると思われていた少女を、京都府警の刑事・新山智美とともに救出する。

### 日本以外の映画
- プリティ・ベビー（1978年） - 娼婦館のマダムらが好んで飲んでいた。
- ガッチャ!（1985年） - 主人公のジョナサン（演：アンソニー・エドワーズ）がパリのカフェレストランでPernodをペルナードと英語読みし、ウェイターにペルノーと訂正される。その後、何故かウェイターの対応がぶっきらぼうになる。
- シェルタリング・スカイ（1990年） - レストランでペルノーを3人分注文している。
- ドラキュラ（1992年） - ゲイリー・オールドマンとウィノナ・ライダーの2人がロンドンのレストランで飲む。
- インタビュー・ウィズ・ヴァンパイア（1994年） - トム・クルーズ演じるレスタトが、アヘン酒を飲んだ少年の血を飲み、（少年に）アブサンを飲ませたのかと訊ねる。
- 太陽と月に背いて（1995年） - パリの文人が集う酒場など、作中の各所でレオナルド・ディカプリオ演じる詩人アルチュール・ランボーとデヴィッド・シューリス演じるポール・ヴェルレーヌがたびたび飲んでいる。
- ライアー（1997年） - ティム・ロス演じる主人公が愛飲している。
- フロム・ヘル（2001年） - アヘンとアブサンを混ぜている場面がある。
- ムーラン・ルージュ（2001年） - ボヘミアンの仲間入りをしたクリスチャンを歓迎する為にみんなで飲んだ。アブサンの妖精としてカイリー・ミノーグが登場。
- トリプルX（2002年） - 悪役がグリーンの液体を飲んでいた。
- ユーロ・トリップ（2004年） - 東欧を旅していたティーンエージャーが購入。
- ヴァン・ヘルシング（2004年） - ヴァン・ヘルシング自身がアブサンのボトルを持ち歩いている。
- カタコンベ（2006年） - 主人公が姉に誘われて行った墓地内パーティーで飲む。「アルコールじゃない、アブサンだ」という台詞があり、飲んだ主人公がトリップする描写がある。
- 名探偵シャーロックホームズ（2013年）‐ 第7話『ホームズ最後の事件』にて、ホームズとアイリーン出会いの回想シーンでホームズ、アイリーン、マキンタイアー卿ら3人の会話で、アイリーンが「彼、アブサンを知らないんです」と言って一緒にアブサンを飲むシーンがある。
- さすらいの人 オスカー・ワイルド（2018年） - オスカー・ワイルド（演：ルパート・エヴェレット）が「ギャルソン、私はアブサンを」とアブサンを注文するシーンが数回登場する。

### 日本の小説
- 人間失格（1948年） - 喪失感の例えとして登場する。
- 苦艾の繭（2002年） - 吉川良太郎の小説。酒マニアの密売人にアブサンを利用した大掛かりなトラップが仕掛けられる。舞台はアブサン禁止令下のドイツ。
- 河童（1927年） - 雌の小説家河童が超人ぶりを示すためにアブサントを大量に飲み、60本目でそのまま往生するシーンがある。

### 日本以外の小説
- 誰がために鐘は鳴る - 第四章でロバート・ジョーダンが水に入れて飲んでいる。
- 日はまた昇る - 第十八章でビルが飲んでいる。
- 二人の友 - ギ・ド・モーパッサンの短編小説。釣り仲間の二人の男が飲む。
- ルーンの子供たち - デモニックのサブタイトルの頭文字をつなぎ合わせて出てくる。またジョシュアがアブサンについて語っている。
- アブサン・聖なる酒の幻 - クリストフ・バタイユ(Christophe Bataille)の1994年の小説。

### 絵画
- 「アブサンを飲む男」（1858年） - フランスの画家 エドゥアール・マネの後期の作品
- 「アプサントを飲む人」（カフェにて）（L'absinthe (Dans un café)）（1876年） - フランスの画家エドガー・ドガの代表作
- 「アブサンを飲む女」（1901年） - スペインの画家パブロ・ピカソの代表作

### 漫画など
- あぶさん（1973年） - 作品名は、この酒の名前が由来の一つである。
- 正しい恋愛のススメ - 登場人物のひとり・原田一樹を酒に例えた際に挙げられた。
- 王様の仕立て屋〜サルト・フィニート〜 - 作中において、主人公（織部）が飲みアルコール度数の強さに顔を赤くするシーンがある。
- BARレモン・ハート - 「世界中の酒はすべておいてあり、当店に無い銘柄はない」旨を高らかに語ったマスターに、常連（メガネさん）が「アブサン呑ませろ」と（冗談半分の皮肉であるが）迫り、悔しさのあまり（当時は復刻版が販売されていなかった）店を数日間休業してヨーロッパに渡り、探し歩いた。
- バーテンダー - Glass73「写る魂（後編）」（第10巻収録）において、アブサンとアブサンを使ったカクテル「午後の死」が登場する。
- ポーの一族 - 「ピカデリー7時」の中で、エドガーが訪ねたポリスター卿が「アブサント酒がお好み」として紹介されている。
- Under the Rose - グレース・キングがアブサンを愛飲している。
- うみねこのなく頃に - 登場人物のひとり、右代宮金蔵が愛飲していた。
- The Order:1886 - ゲームのムービー中、主人公のガラハット卿がアブサンをストレートで飲むシーンが有る。
- 惰性67パーセント - 合コンで西田がどんな酒を注文すれば良いのか迷った際に、北原がアブサンを勧めた。
- 怪物事変 - アニメ版で吸血鬼の青年ミハイが、アブサンを飲んでいた事を示唆するカットが流れた。

### 音楽
- レゲエパンクバンドSiMの楽曲「GUN SHOTS」のミュージックビデオにて、Vo.MAHがバーカウンターでアブサンを飲む描写がある。
- BTSの「血、汗、涙 - Japanese Ver.」のミュージックビデオではメンバーがアブサンを飲むシーンからアブサンの幻惑の世界へ入り込むような世界観が表現されている。
- ロック界のダークスター マリリン・マンソンは自身のアブサンブランド『Mansinthe Absinthe by MARILYN MANSON』をプロデュースする程、アブサン好きで知られている。
- ALI PROJECTの「La Fée Verte～アブサニストによる音楽的試み」はアブサンを題材とした楽曲である。他には「昭和B級下手喰い道」の歌詞にアブサンが登場する。
- ロックバンドCö shu Nieの楽曲「character」のMVではアブサントによる妖艶でカオスな世界観が加味されており、ショートバージョンではVo.中村未来がアブサントを口にするシーンが収められている。
- ラウドロックアイドルグループPassCodeの楽曲「PROJECTION」のMVでアブサントが登場しており、MVの一部を編集したショートバージョンでは今田夢菜が「アブサント」とシャウトして強烈なインパクトを放っている。